# Rudersberg
Rudersberg è un comune tedesco di 11 705 abitanti, situato nel land del Baden-Württemberg.